# Force India VJM11
Force India VJM11 byl závodní vůz Formule 1 navržený a zkonstruovaný společností Force India, aby mohl závodit v sezóně 2018. Vůz řídili Sergio Pérez a Esteban Ocon a svůj debut měl při Grand Prix Austrálie 2018. Po bankrotu týmu Force India bylo jmění Force Indie odkoupeno — včetně designu a vyrobených vozů VJM11 — novým týmem Racing Point Force India, který nadále provozoval vůz VJM11 pod názvem Force India.

## Kompletní výsledky ve Formuli 1
| Legenda k tabulce | Legenda k tabulce                                                                       |
| Barva             | Výsledek                                                                                |
| ----------------- | --------------------------------------------------------------------------------------- |
| Zlatá             | Vítěz                                                                                   |
| Stříbrná          | 2. místo                                                                                |
| Bronzová          | 3. místo                                                                                |
| Zelená            | Bodované umístění                                                                       |
| Modrá             | Nebodované umístění                                                                     |
| Modrá             | Dokončil neklasifikován (NC)                                                            |
| Fialová           | Odstoupil (Ret)                                                                         |
| Červená           | Nekvalifikoval se (DNQ)                                                                 |
| Červená           | Nepředkvalifikoval se (DNPQ)                                                            |
| Černá             | Diskvalifikován (DSQ)                                                                   |
| Bílá              | Nestartoval (DNS)                                                                       |
| Bílá              | Závod zrušen (C)                                                                        |
| Světle modrá      | Pouze trénoval (PO)                                                                     |
| Světle modrá      | Páteční testovací jezdec (TD)                                                           |
| Bez barvy         | Netrénoval (DNP)                                                                        |
| Bez barvy         | Vyřazen (EX)                                                                            |
| Bez barvy         | Nepřijel (DNA)                                                                          |
| Bez barvy         | Odvolal účast (WD)                                                                      |
| Bez barvy         | Nezúčastnil se (prázdné)                                                                |
| Označení          | Význam                                                                                  |
| Tučnost           | Pole position                                                                           |
| Kurzíva           | Nejrychlejší kolo                                                                       |
| †                 | Jezdec nedojel do cíle, ale byl klasifikován, protože odjel více než 90 % délky závodu. |
| ‡                 | Byl udělován poloviční počet bodů, protože bylo odjeto méně než 75 % délky závodu.      |
| Horní index       | Umístění bodujících jezdců ve sprintu                                                   |

| Rok  | Tým                              | Motor    | Pneumatiky | Jezdci | 1   | 2   | 3   | 4   | 5   | 6   | 7   | 8   | 9   | 10  | 11  | 12  | 13  | 14  | 15  | 16  | 17  | 18  | 19  | 20  | 21  | Body | Umístění |
| ---- | -------------------------------- | -------- | ---------- | ------ | --- | --- | --- | --- | --- | --- | --- | --- | --- | --- | --- | --- | --- | --- | --- | --- | --- | --- | --- | --- | --- | ---- | -------- |
| 2018 | Sahara Force India F1 Team       | Mercedes | P          |        | AUS | BHR | CHN | AZE | ESP | MON | CAN | FRA | AUT | GBR | GER | HUN | BEL | ITA | SIN | RUS | JPN | USA | MEX | BRA | ABU | 0    | Vyřazen  |
| 2018 | Sahara Force India F1 Team       | Mercedes | P          | Ocon   | 12  | 10  | 11  | Ret | Ret | 6   | 9   | Ret | 6   | 7   | 8   | 13  |     |     |     |     |     |     |     |     |     | 0    | Vyřazen  |
| 2018 | Sahara Force India F1 Team       | Mercedes | P          | Pérez  | 11  | 16  | 12  | 3   | 9   | 12  | 14  | Ret | 7   | 10  | 7   | 14  |     |     |     |     |     |     |     |     |     | 0    | Vyřazen  |
| 2018 | Sahara Force India F1 Team       | Mercedes | P          | Latifi |     |     |     |     |     |     | TD  |     |     |     | TD  |     |     |     |     |     |     |     |     |     |     | 0    | Vyřazen  |
| 2018 | Racing Point Force India F1 Team | Mercedes | P          | Ocon   |     |     |     |     |     |     |     |     |     |     |     |     | 6   | 6   | Ret | 9   | 9   | DSQ | 11  | 14  | Ret | 52   | 7. místo |
| 2018 | Racing Point Force India F1 Team | Mercedes | P          | Pérez  |     |     |     |     |     |     |     |     |     |     |     |     | 5   | 7   | 16  | 10  | 7   | 8   | Ret | 10  | 8   | 52   | 7. místo |
| 2018 | Racing Point Force India F1 Team | Mercedes | P          | Latifi |     |     |     |     |     |     |     |     |     |     |     |     |     |     |     | TD  |     | TD  | TD  | TD  |     | 52   | 7. místo |